# Ministère de la Justice du Reich
Le ministère de la Justice du Reich (Reichsministerium der Justiz en allemand) était un ministère du Reich allemand de 1919 à 1945. Ce ministère succéda à l'office de la Justice du Reich (Reichsjustizamt), et fut remplacé en 1949 par le ministère fédéral de la Justice (Bundesministerium der Justiz) en République fédérale d'Allemagne et par le ministère de la Justice de la RDA (Justizministerium der Deutschen Demokratischen Republik) en République démocratique allemande.

## Ministres de la Justice
| Dates du mandat                     | Nom                            | Parti                               |
| ----------------------------------- | ------------------------------ | ----------------------------------- |
| 20 août 1942 au 30 avril 1945       | Otto Georg Thierack            | NSDAP                               |
| 30 janvier 1941 au 19 août 1942     | Prof. Dr. Franz Schlegelberger | NSDAP                               |
| 1er juin 1932 au 29 janvier 1941    | Dr. Franz Gürtner              | DNVP (1933-1941) Indépendant (1932) |
| 5 décembre 1930 au 30 mai 1932      | Dr. Curt Joël                  | Indépendant                         |
| 30 mars 1930 au 5 décembre 1930     | Dr. Johann Viktor Bredt        | Wirtschaftspartei                   |
| 13 avril 1929 au 27 mars 1930       | Theodor von Guérard            | Zentrum                             |
| 28 juin 1928 au 13 avril 1929       | Dr. Erich Koch-Weser           | DDP                                 |
| 29 janvier 1927 au 12 juin 1928     | Oskar Hergt                    | DNVP                                |
| 16 mai 1926 au 17 décembre 1926     | Dr. Johannes Bell              | Zentrum                             |
| 20 janvier 1926 au 12 mai 1926      | Dr. Wilhelm Marx               | Zentrum                             |
| 21 novembre 1925 au 5 décembre 1925 | Dr. Hans Luther                | Indépendant                         |
| 15 janvier 1925 au 21 novembre 1925 | Dr. Josef Frenken              | Zentrum                             |
| 15 avril 1924 au 15 décembre 1924   | Dr. Curt Joël                  | Parteilos                           |
| 30 novembre 1923 au 15 avril 1924   | Dr. Erich Emminger             | BVP                                 |
| 13 août 1923 au 3 novembre 1923     | Prof. Dr. Gustav Radbruch      | SPD                                 |
| 22 novembre 1922 au 12 août 1923    | Dr. Rudolf Heinze              | DDP                                 |
| 26 octobre 1921 au 14 novembre 1922 | Prof. Dr. Gustav Radbruch      | SPD                                 |
| 10 mai 1921 au 22 octobre 1921      | Dr. Eugen Schiffer             | DDP                                 |
| 25 juin 1920 au 4 mai 1921          | Dr. Rudolf Heinze              | DDP                                 |
| 27 mars 1920 au 8 juin 1920         | Dr. Andreas Blunck             | DDP                                 |
| 3 octobre 1919 au 26 mars 1920      | Dr. Eugen Schiffer             | DDP                                 |
| 13 février 1919 au 20 juin 1919     | Dr. Otto Landsberg             | SPD                                 |